# (25082) Williamhodge
(25082) Williamhodge es un asteroide perteneciente al cinturón de asteroides descubierto por Paul G. Comba el 15 de septiembre de 1998 desde el Observatorio de Prescott.

## Designación y nombre
Designado provisionalmente como 1998 RP1, fue nombrado en honor a William Vallance Douglas Hodge ((1903-1975), quien estudió en Edimburgo y Cambridge y en 1936 fue elegido para ocupar la cátedra Lowndean de astronomía y geometría en Cambridge. Su trabajo matemático fue en geometría algebraica, específicamente la teoría de integrales armónicas y sus aplicaciones al análisis.

## Características orbitales
Williamhodge está situado a una distancia media de 2,760 ua, pudiendo alejarse un máximo de 3,362 ua y acercarse un máximo de 2,159 ua. Tiene una excentricidad de 0,218.
Los próximos acercamientos a la órbita de Júpiter ocurrirán el 13 de septiembre de 2073 y el 22 de septiembre de 2133.

## Características físicas
Williamhodge tiene una magnitud absoluta de 15,01. Tiene un diámetro de 5,216 km y su albedo geométrico es de 0,065.